# Jacobo FitzJames Stuart, V duca di Berwick
Jacobo Fitz-James Stuart, V duca di Berwick, Liria-Xèrica e Stolberg (Parigi, 25 febbraio 1773 – Madrid, 3 aprile 1794), è stato un nobile spagnolo d'origine britannica.

## Biografia
Era figlio di Carlos FitzJames Stuart, IV duca di Berwick e Carolina Augusta, principessa di Stolberg-Gedern, figlia del principe Gustavo Adolfo.
Suo padre era figlio di James FitzJames, III duca di Berwick, a sua volta nipote illegittimo di Giacomo II d'Inghilterra e Arabella Churchill, sorella del duca di Marlborough, che dopo la Gloriosa Rivoluzione si era trasferito in Spagna.
Il 24 gennaio 1790 sposò Maria Tèresa de Silva y Palafox, figlia di Pedro Fernandez de Silva, X duca di Hìjar, e di Rafaela de Palafox da cui ebbe due figli: 
- Jacobo VI (1792-1795), duca di Berwick
- Carlos Miguel, VII duca di Berwick e XIV duca d'Alba.

## Titoli e trattamento

### Titoli spagnoli
- V Duca di Liria e Jérica e Grande di Spagna di I Classe
- XII Duca di Veragua con Grandato di Spagna
- XII Duca de la Vega con Grandato di Spagna
- XII Marchese della Giamaica
- VI Marchese di San Leonardo
- VII Marchese di Tarazona
- XV Marchese della Mota
- XIII Marchese di Sarria
- XVI Conte Lemos con Grandato di Spagna
- XIII Conte di Monterrey, con Grandato di Spagna
- XII Conte di Gelves
- IX Conte di Ayala

### Titoli giacobiti
- V Duca di Berwick con Grandato di Spagna
- V Conte di Tinmouth
- V Barone Bosworth

### Trattamento
- Don Jacobo Fitz-James Stuart (1773–1785)
- Sua Eccellenza Il Duca di Berwick, Duca di Liria e Jérica (1785–1787)

## Ascendenza
|                                                          |                                             |                                                                     | Genitori                                                                    |  |  | Nonni |  |  | Bisnonni                            |  |  | Trisnonni                          |  |
|                                                          |                                             |                                                                     |                                                                             |  |  |       |  |  | James FitzJames, II duca di Berwick |  |  | James FitzJames, I duca di Berwick |  |
|                                                          |                                             |                                                                     |                                                                             |  |  |       |  |  | James FitzJames, II duca di Berwick |  |  | James FitzJames, I duca di Berwick |  |
|                                                          |                                             | Lady Honora Burke                                                   |                                                                             |  |  |       |  |  | James FitzJames, II duca di Berwick |  |  |                                    |  |
| James FitzJames y Colón de Portugal, III duca di Berwick |                                             |                                                                     |                                                                             |  |  |       |  |  | James FitzJames, II duca di Berwick |  |  |                                    |  |
|                                                          |                                             | Catalina Ventura Colón de Portugal y Toledo, IX duchessa di Veragua | Pedro Manuel Colón de Portugal y Fernández de la Cueva, VII duca di Veragua |  |  |       |  |  |                                     |  |  |                                    |  |
|                                                          |                                             | Catalina Ventura Colón de Portugal y Toledo, IX duchessa di Veragua | Pedro Manuel Colón de Portugal y Fernández de la Cueva, VII duca di Veragua |  |  |       |  |  |                                     |  |  |                                    |  |
|                                                          |                                             | Catalina Ventura Colón de Portugal y Toledo, IX duchessa di Veragua | Teresa Mariana de Toledo y Fayardo, IV marchesa di San Leonardo             |  |  |       |  |  |                                     |  |  |                                    |  |
| Carlos FitzJames y Silva, IV duca di Berwick             |                                             | Catalina Ventura Colón de Portugal y Toledo, IX duchessa di Veragua |                                                                             |  |  |       |  |  |                                     |  |  |                                    |  |
|                                                          |                                             | Manuel María de Silva y Méndez de Haro, X conte di Galve            | Gregorio María de Silva y Sandoval, V duca di Pastrana                      |  |  |       |  |  |                                     |  |  |                                    |  |
|                                                          |                                             | Manuel María de Silva y Méndez de Haro, X conte di Galve            | Gregorio María de Silva y Sandoval, V duca di Pastrana                      |  |  |       |  |  |                                     |  |  |                                    |  |
|                                                          |                                             | Manuel María de Silva y Méndez de Haro, X conte di Galve            | Doña María Méndez de Haro y Fernández de Córdoba                            |  |  |       |  |  |                                     |  |  |                                    |  |
| Doña Maria Teresa de Silva y Álvarez de Toledo           |                                             | Manuel María de Silva y Méndez de Haro, X conte di Galve            |                                                                             |  |  |       |  |  |                                     |  |  |                                    |  |
|                                                          |                                             | María Teresa Álvarez de Toledo y Méndez de Haro, XI duchessa d'Alba | Francisco Álvarez de Toledo y Silva, X duca d'Alba                          |  |  |       |  |  |                                     |  |  |                                    |  |
|                                                          |                                             | María Teresa Álvarez de Toledo y Méndez de Haro, XI duchessa d'Alba | Francisco Álvarez de Toledo y Silva, X duca d'Alba                          |  |  |       |  |  |                                     |  |  |                                    |  |
|                                                          |                                             | María Teresa Álvarez de Toledo y Méndez de Haro, XI duchessa d'Alba | Catalina Méndez de Haro y Enriquez de Cabrera, VIII marchesa del Carpio     |  |  |       |  |  |                                     |  |  |                                    |  |
| Jacobo FitzJames y Stolberg-Gedern, V duca di Berwick    |                                             | María Teresa Álvarez de Toledo y Méndez de Haro, XI duchessa d'Alba |                                                                             |  |  |       |  |  |                                     |  |  |                                    |  |
|                                                          | Friedrich Carl, principe di Stolberg-Gedern | Ludwig Christian, conte di Stolberg-Gedern                          |                                                                             |  |  |       |  |  |                                     |  |  |                                    |  |
|                                                          | Friedrich Carl, principe di Stolberg-Gedern | Ludwig Christian, conte di Stolberg-Gedern                          |                                                                             |  |  |       |  |  |                                     |  |  |                                    |  |
|                                                          | Friedrich Carl, principe di Stolberg-Gedern | Christine Eleonore di Meclemburgo-Güstrow                           |                                                                             |  |  |       |  |  |                                     |  |  |                                    |  |
| Gustav Adolf, principe di Stolberg-Gedern                | Friedrich Carl, principe di Stolberg-Gedern |                                                                     |                                                                             |  |  |       |  |  |                                     |  |  |                                    |  |
|                                                          |                                             | Luise von Nassau-Saarbrücken                                        | Ludwig Kraft, conte di Nassau-Saarbrücken                                   |  |  |       |  |  |                                     |  |  |                                    |  |
|                                                          |                                             | Luise von Nassau-Saarbrücken                                        | Ludwig Kraft, conte di Nassau-Saarbrücken                                   |  |  |       |  |  |                                     |  |  |                                    |  |
|                                                          |                                             | Luise von Nassau-Saarbrücken                                        | Philippine Henriette zu Hohenlohe-Langenburg                                |  |  |       |  |  |                                     |  |  |                                    |  |
| Caroline zu Stolberg-Gedern                              |                                             | Luise von Nassau-Saarbrücken                                        |                                                                             |  |  |       |  |  |                                     |  |  |                                    |  |
|                                                          |                                             | Maximilian Emmanuel, principe di Hornes                             | Philippe Emmanuel, principe di Hornes                                       |  |  |       |  |  |                                     |  |  |                                    |  |
|                                                          |                                             | Maximilian Emmanuel, principe di Hornes                             | Philippe Emmanuel, principe di Hornes                                       |  |  |       |  |  |                                     |  |  |                                    |  |
|                                                          |                                             | Maximilian Emmanuel, principe di Hornes                             | Marie Anne Antoinette de Ligne                                              |  |  |       |  |  |                                     |  |  |                                    |  |
| Elisabeth Philippine de Hornes                           |                                             | Maximilian Emmanuel, principe di Hornes                             |                                                                             |  |  |       |  |  |                                     |  |  |                                    |  |
|                                                          |                                             | Lady Mary Bruce                                                     | Thomas Bruce, III conte di Elgin                                            |  |  |       |  |  |                                     |  |  |                                    |  |
|                                                          |                                             | Lady Mary Bruce                                                     | Thomas Bruce, III conte di Elgin                                            |  |  |       |  |  |                                     |  |  |                                    |  |
|                                                          |                                             | Lady Mary Bruce                                                     | Charlotte d'Argenteau, contessa d'Esneux                                    |  |  |       |  |  |                                     |  |  |                                    |  |
|                                                          |                                             | Lady Mary Bruce                                                     |                                                                             |  |  |       |  |  |                                     |  |  |                                    |  |